# Микроволновая система посадки

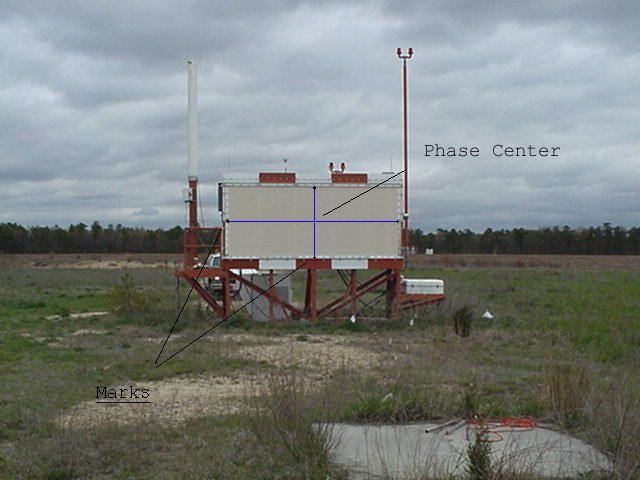
Курсовой радиомаяк, слева — антенна DME.

Микроволновая система посадки, МСП (англ. microwave landing system, MLS,; наименование в России — радиомаячная система инструментального захода летательных аппаратов на посадку сантиметрового диапазона волн, сокращённо – система посадки сантиметрового диапазона, или МЛС) — в авиации — радионавигационная система захода на посадку, использующая сантиметровые волны. Более современный вариант курсо-глиссадных систем, чем ILS.
При работе систем ILS используются радиоволны метрового диапазона, которые подвержены сильному влиянию интерференции от препятствий и неровностей рельефа. Также такие системы имеют недостаточно высокую точность, особенно, по новейшим требованиям.
Системы MLS разрабатываются с 1970-х годов. В них используются радиоволны с частотой 1 и 5 ГГц. Также как и в системах ILS, на ВПП устанавливается два радиомаяка MLS. Один из них отвечает за определение самолетом азимута, другой — за определение угла места. В отличие от ILS, сигналы MLS имеют узкую диаграмму направленности и сканируют своим лучом широкий сектор с известной скоростью.

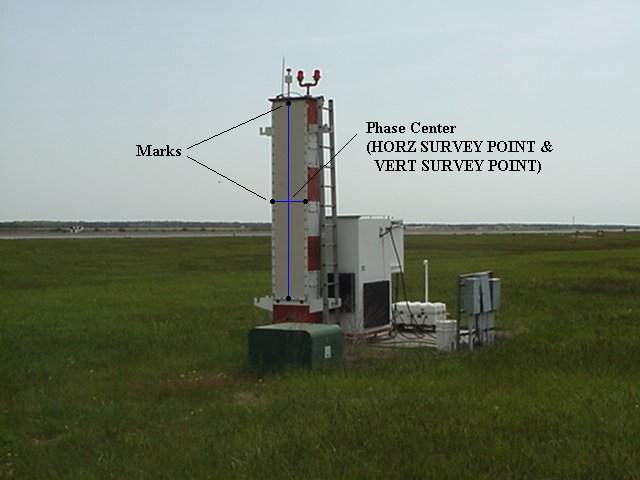
Глиссадный радиомаяк

В отличие от ILS, в микроволновой системе доступно несколько каналов, за счет чего несколько маяков MLS не мешают работе друг друга.
В радиосигналах MLS также могут передаваться дополнительные данные.
Разработка системы MLS была начата в середине 1970-х. Первые образцы установлены в некоторых аэропортах США в 1980-х - начале 1990-х в экспериментальном порядке. Однако появившиеся в те же годы системы посадки на основе спутниковых навигационных систем (GPS и, позже, WAAS), не требующие установки аэродромного оборудования, практически полностью вытеснили MLS на территории США. В 1994 году главное авиационное ведомство США, FAA, прекратило разработку системы, сделав выбор в пользу WAAS. Существующее оборудование было отключено, данные исключены из навигационных справочников. В то же время в Европе, в частности, Великобритании, развитие MLS продолжилось (одна из причин — независимость системы от навигационных спутников GPS, принадлежащих США). В 2003 система MLS установлена в лондонском аэропорту Хитроу.